# Mont Deception
Pour les articles homonymes, voir Déception (homonymie).
Le mont Deception est un sommet des montagnes Olympiques (Olympic Mountains en anglais). Il est situé sur la péninsule Olympique à l'intérieur du parc national Olympique à l'ouest de l'État de Washington (États-Unis).

## Toponymie
Le mont Deception a d'abord été nommé mont Holmes par la Seattle Press Expedition en l'honneur de John H. Holmes du Boston Herald. Plus tard, G.A. Whitehead du Service des forêts des États-Unis l'a rebaptisé mont Deception tant les alpinistes avaient des difficultés à repérer des voies d'ascension pour accéder au sommet souvent entouré de nuages.

## Géographie
Le mont Deception culmine à 2 374 mètres d'altitude et constitue le deuxième plus haut sommet des montagnes Olympiques, après le mont Olympe situé 35 km à l'ouest. Avec une hauteur de culminance de 1 252 mètres, il est le 17e sommet le plus proéminent de l'État de Washington. Situé dans l'ombre pluviométrique des montagnes Olympiques, il est nettement moins arrosé que le mont Olympique, par exemple. Il n'est pas visible depuis Seattle. Deux petits glaciers se trouvent sur son versant septentrional.
Le sommet se situe sur la ligne de partage des eaux entre les bassins de la Dungeness River au nord et de la Dosewallips River au sud et à l'est. Le Gray Wolf Pass (littéralement « col du loup gris ») se situe à 1,5 km à l'ouest, sur la ligne de partage des eaux.

## Alpinisme
À l'inverse des pics de la Gray Wolf Ridge, accessibles en une journée par les randonneurs endurants, de solides compétences en alpinisme sont nécessaires pour grimper au sommet du mont Deception, abrupt et exposé. En cas de glissade, il est très difficile de se rattraper et les chutes peuvent être longues, et parfois fatales, avant d'être stoppé